# Geevarghese Mar Philoxenos
Geevarghese Mar Philoxenos (Filoksenos, imię świeckie Geevarghese Kizhakkethalakkal, ur. 10 czerwca 1897 w Puthenkavil, zm. 17 kwietnia 1951) – duchowny Malankarskiego Kościoła Ortodoksyjnego, w latach 1930-1951 biskup Thumpamon.

## Życiorys
Był synem księdza.
Sakrę biskupią otrzymał 2 listopada 1930 roku z rąk katolikosa Bazylego Jerzego II. Miał opinię dobrego administratora diecezji. Zmarł 17 kwietnia 1951.